# Коровий тиранн
Коровий тиранн, или краснохохлый тиранн (Machetornis rixosus) — птица из семейства тиранновые. Единственный вид в роде Machetornis.

## Внешний вид
В длину птицы достигают 19 сантиметров при среднем весе 30 грамм. Брюхо имеет ярко-жёлтую окраску, спина преимущественно коричневого цвета, а участок около шеи — белого цвета.

## Распространение
Встречаются только в Южной Америке, а именно в следующих странах: Аргентина, Боливия, Бразилия, Венесуэла, Колумбия, Панама, Парагвай, Уругвай и Эквадор.
Обитают в открытых долинах и на пастбищных землях. В связи с увеличивающейся вырубкой леса закрепляют за собой новые ареалы.

## Питание
Питаются в основном паразитическими членистоногими на теле млекопитающих.